# Lancaster (Minnesota)
Lancaster é uma cidade localizada no estado americano de Minnesota, no Condado de Kittson.

## Demografia
Segundo o censo americano de 2000, a sua população era de 363 habitantes.
Em 2006, foi estimada uma população de 321, um decréscimo de 42 (-11.6%).

## Geografia
De acordo com o United States Census Bureau tem uma área de
5,8 km², dos quais 5,8 km² cobertos por terra e 0,0 km² cobertos por água.

## Localidades na vizinhança
O diagrama seguinte representa as localidades num raio de 28 km ao redor de Lancaster.